# Acherontia
Acherontia é um gênero de mariposa pertencente à família Sphingidae.

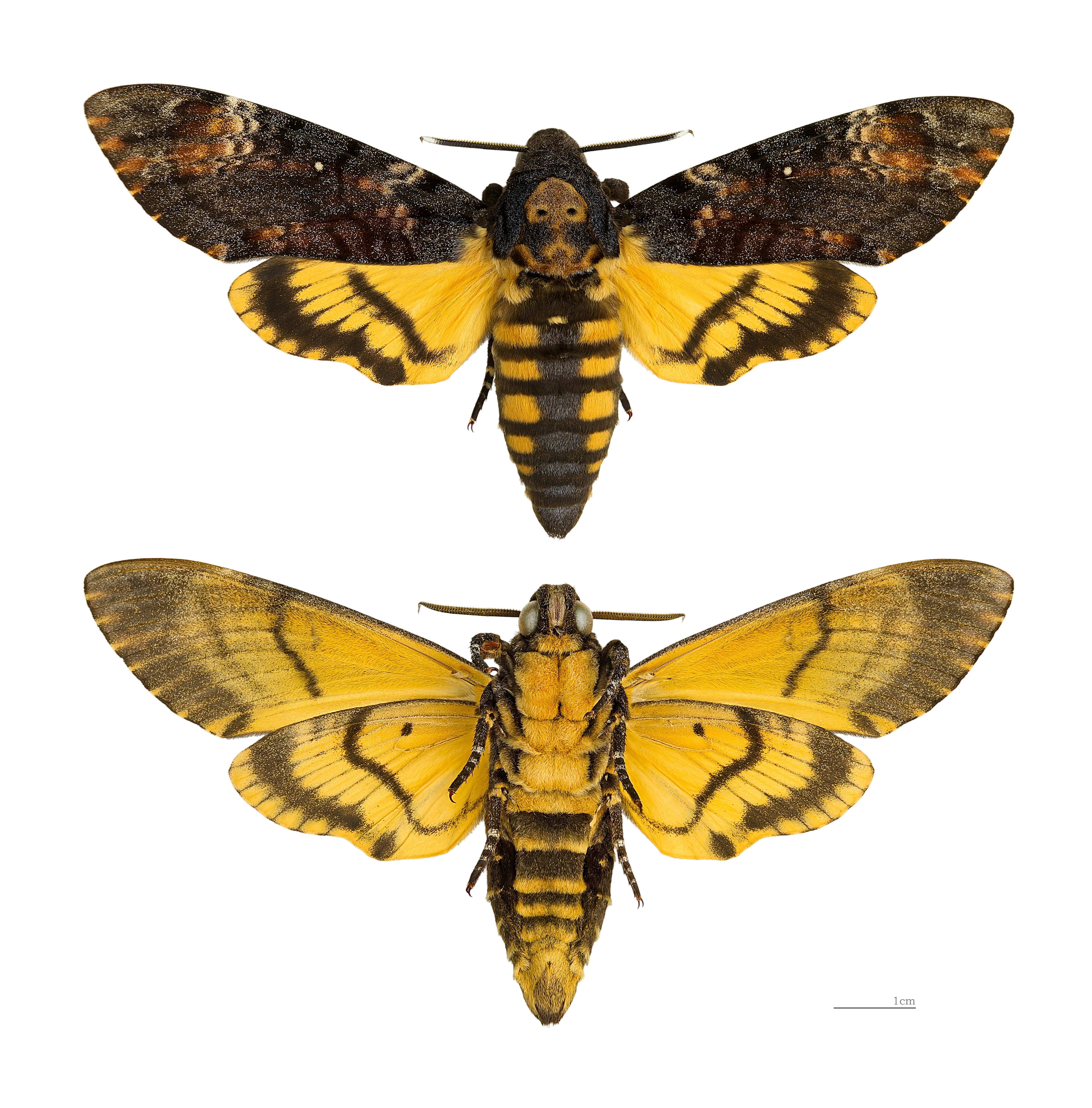
Acherontia atropos
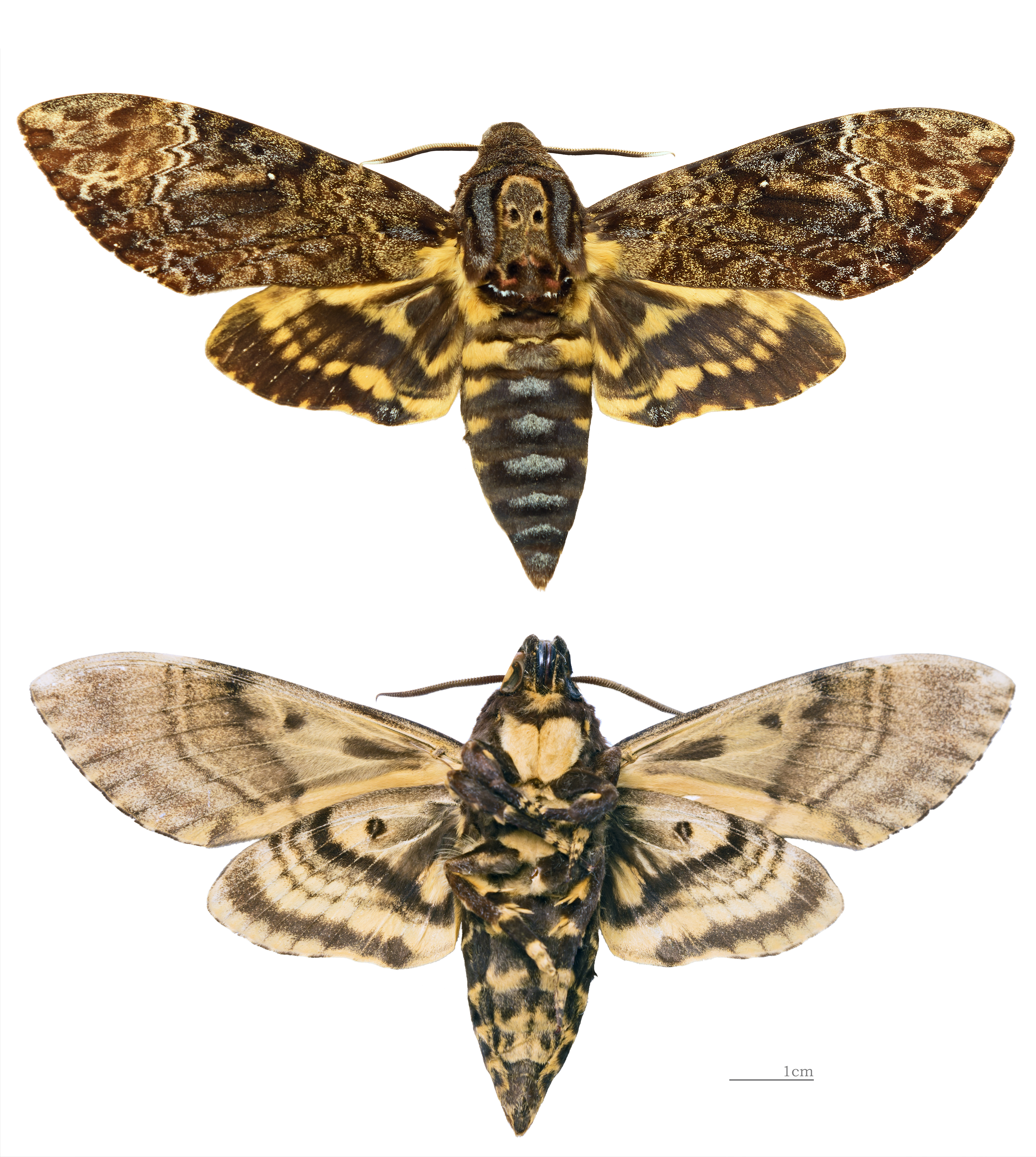
Acherontia lachesis
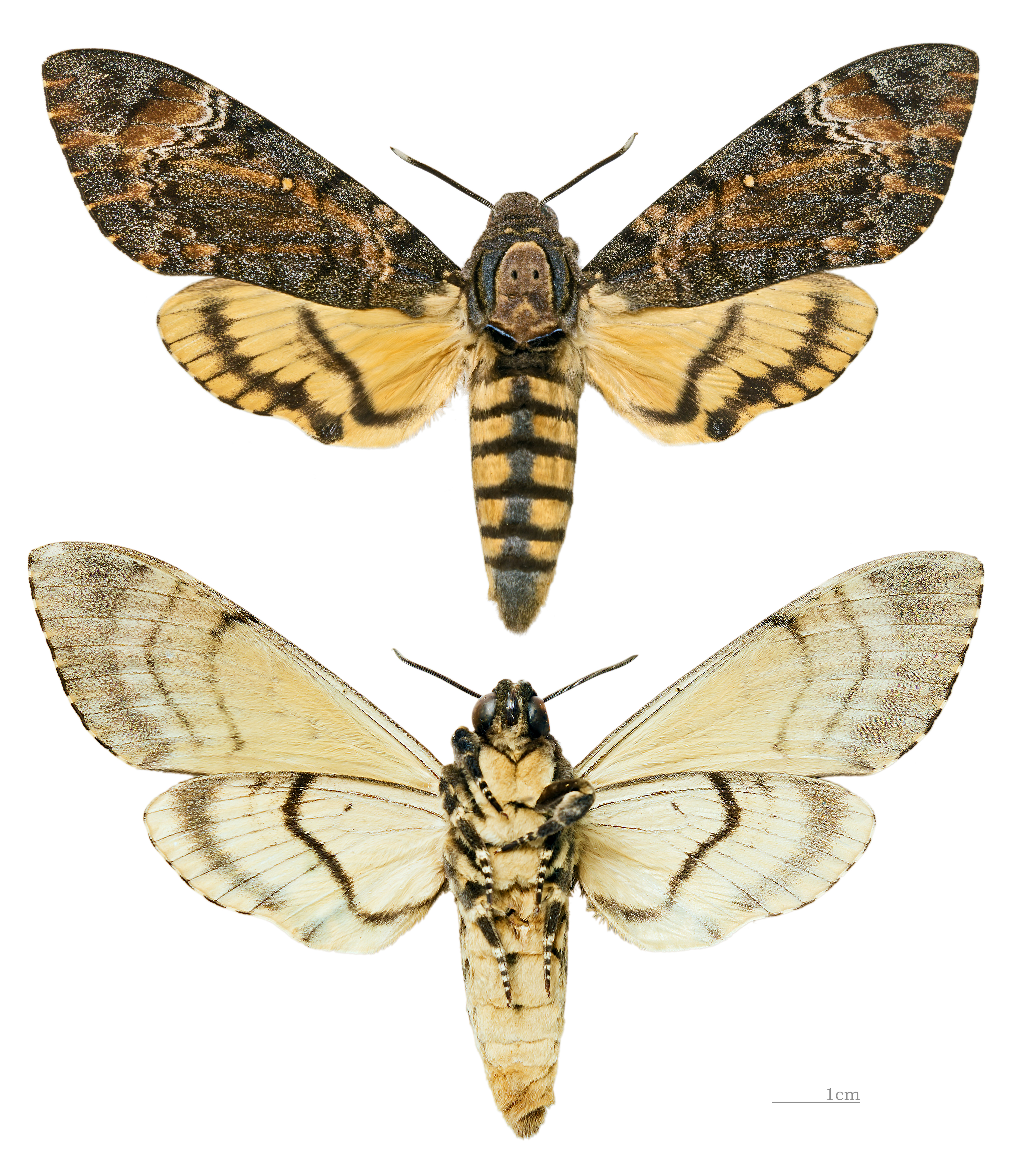
Acherontia styx